# 冨岡大地
冨岡 大地（とみおか だいち、1995年2月8日 - ）は、日本の男子バスケットボール選手である。ポジションはポイントガード。

## 来歴
広島県出身。
広陵高校から広島経済大学に進学し、アメリカ留学も経験。
在学中の2015年、地元からbjリーグに参戦する広島ライトニングに入団。しかし、翌年にチームは解散。
大学4年時の2017年、B.LEAGUEの愛媛オレンジバイキングスに加入。
大学卒業後の2018年、東京サンレーヴスに移籍。
2019年オフ、金沢武士団に移籍。
2022年オフ、新潟アルビレックスBBに通訳兼アマチュア選手として加入。2023年3月13日付で選手契約を解除し、以降は通訳としてチームに帯同した。同年6月30日に選手兼通訳として再契約を結んだ。